# Ricard de Mediavilla

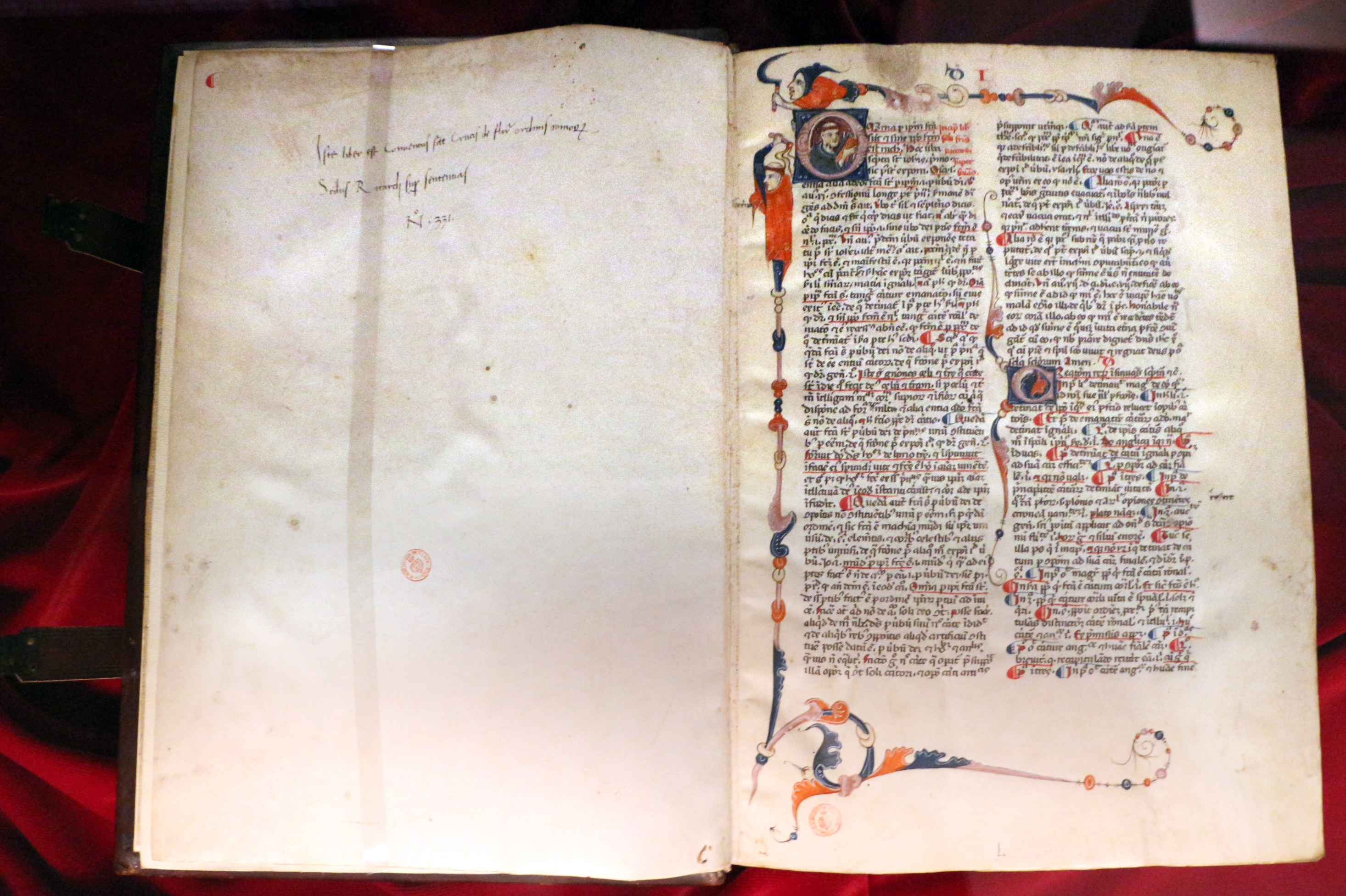
Commentarium..., 1250-1275 ca., Biblioteca Medicea Laurenziana, Florència

Ricard de Mediavilla (vers 1249 – 1306); també conegut com a Richard of Middleton, Richard of Middletown o, en llatí medieval, Richardus de Mediavilla, fou un franciscà, teòleg i filòsof.

## Biografia
Era normand i, per tant, no se sap si provenia d'Anglaterra o de Normandia pròpiament.
Ensenyà teologia a París i fou preceptor de Lluís d'Anjou, fill del rei de Nàpols Carles II d'Anjou, que fou bisbe de Tolosa.

## Obra
La seva obra teològica està continguda en els seus dos Comentaris a les Sentències de Pere Llombard, en el seu Quodlibeta i en les Quaestiones disputatae.
La seva obra, expressada amb claredat de raonaments, és remarcable pel fet d'apartar-se de la teologia estrictament agustiniana cap a una més escolàstica. També és interessant el fet que mostra el seu coneixement de la hipnosi en el seu tractat Quodlibeta.
Hi ha constància de la difusió de la seva obra en terres catalanes.